# Mynäjärvi
Mynäjärvi är en sjö i Finland. Den ligger i Pöytis kommun och Virmo kommun i landskapet Egentliga Finland, i den sydvästra delen av landet, 150 km väster om huvudstaden Helsingfors. Mynäjärvi ligger 74 meter över havet. I omgivningarna runt Mynäjärvi växer i huvudsak barrskog. Arean är 26,1 hektar och strandlinjen är 2,12 kilometer lång. Sjön  ingår i Virmo ås huvudavrinningsområde. 